# Dharmaraj Ravanan
Dharmaraj Ravanan (Tiruchirappalli, 21 luglio 1987) è un ex calciatore indiano, di ruolo difensore.

## Statistiche

### Presenze e reti nei club
| Stagione                  | Club                      | Campionato                | Campionato | Campionato | Coppe nazionali | Coppe nazionali | Coppe nazionali | Coppe continentali | Coppe continentali | Coppe continentali | Supercoppe | Supercoppe | Supercoppe | Totale | Totale |
| Stagione                  | Club                      | Comp                      | Pres       | Reti       | Comp            | Pres            | Reti            | Comp               | Pres               | Reti               | Comp       | Pres       | Reti       | Pres   | Reti   |
| ------------------------- | ------------------------- | ------------------------- | ---------- | ---------- | --------------- | --------------- | --------------- | ------------------ | ------------------ | ------------------ | ---------- | ---------- | ---------- | ------ | ------ |
| 2012-2013                 | Churchill Brothers        | IL                        | 25         | 0          | -               | -               | -               | AFC Cup            | 5                  | 0                  | -          | -          | -          | 30     | 0      |
| 2013-2014                 | Churchill Brothers        | IL                        | 23         | 0          | CF              | 1               | 0               | AFC Cup            | 5                  | 0                  | -          | -          | -          | 29     | 0      |
| Totale Churchill Brothers | Totale Churchill Brothers | Totale Churchill Brothers | 48         | 0          |                 | -               | -               |                    | 10                 | 0                  |            | -          | -          | 59     | 0      |
| 2014                      | Pune City                 | ISL                       | 14         | 0          | -               | -               | -               | -                  | -                  | -                  | -          | -          | -          | 14     | 0      |
| 2014-2015                 | Bharat                    | IL                        | 18         | 0          | -               | -               | -               | -                  | -                  | -                  | -          | -          | -          | 18     | 0      |
| 2015                      | Pune City                 | ISL                       | 10         | 0          | -               | -               | -               | -                  | -                  | -                  | -          | -          | -          | 10     | 0      |
| 2015-2016                 | SC de Goa                 | IL                        | 9          | 0          | -               | -               | -               | -                  | -                  | -                  | -          | -          | -          | 9      | 0      |
| 2016                      | Pune City                 | ISL                       | 10         | 0          | -               | -               | -               | -                  | -                  | -                  | -          | -          | -          | 10     | 0      |
| Totale Pune City          | Totale Pune City          | Totale Pune City          | 34         | 0          |                 | -               | -               |                    | -                  | -                  |            | -          | -          | 34     | 0      |
| 2016-2017                 | Chennai City              | IL                        | 16         | 0          | SC              | 1               | 0               | -                  | -                  | -                  | -          | -          | -          | 17     | 0      |
| 2017-2018                 | Chennai City              | IL                        | 15         | 0          | SC              | 1               | 0               | -                  | -                  | -                  | -          | -          | -          | 16     | 0      |
| Totale Chennai City       | Totale Chennai City       | Totale Chennai City       | 31         | 0          |                 | 2               | 0               |                    | -                  | -                  |            | -          | -          | 33     | 0      |
| 2018-2019                 | Real Kashmir              | IL                        | 19         | 0          | SC              | 1               | 0               | -                  | -                  | -                  | -          | -          | -          | 20     | 0      |
| 2019-2020                 | Gokulam Kerala            | IL                        | 3          | 0          | SC              | -               | -               | -                  | -                  | -                  | -          | -          | -          | 3      | 0      |
| 2020-set.2021             | Real Kashmir              | IL                        | 12         | 0          | -               | -               | -               | -                  | -                  | -                  | -          | -          | -          | 12     | 0      |
| Totale Real Kashmir       | Totale Real Kashmir       | Totale Real Kashmir       | 31         | 0          |                 | 1               | 0               |                    | -                  | -                  |            | -          | -          | 32     | 0      |
| set.-dic.2021             | Bengaluru United          | IL2                       | 3          | 0          | -               | -               | -               | -                  | -                  | -                  | DC         | 4          | 0          | 7      | 0      |
| Totale Carriera           | Totale Carriera           | Totale Carriera           | 177        | 0          |                 | 4               | 0               |                    | 10                 | 0                  |            | 4          | 0          | 195    | 0      |